# Municipio de Dry Point
El municipio de Dry Point (en inglés, Dry Point Township) es un municipio del condado de Shelby, Illinois, Estados Unidos. Tiene una población estimada, a mediados de 2021, de 950 habitantes.

## Geografía
Está ubicado en las coordenadas 39°14′44″N 88°51′41″O / 39.24556, -88.86139. Según la Oficina del Censo de los Estados Unidos, tiene una superficie total de 62.3 km², correspondientes en su totalidad a tierra firme.

## Demografía
Según el censo de 2020, en ese momento había 951 personas residiendo en la zona. La densidad de población era de 15.3 hab./km². El 93.4 % de los habitantes eran blancos, el 0.6 % eran afroamericanos, el 0.4 % eran amerindios, el 0.5 % eran asiáticos, el 1.6 % eran de otras razas y el 3.5 % eran de una mezcla de razas. Del total de la población, el 1.3 % eran hispanos o latinos de cualquier raza.